# Hårstjärnor
Hårstjärnor (Comatulida) är en ordning i klassen sjöliljor, som i sin tur tillhör stammen tagghudingar. De indelas i två underordningar, ungefär 14 familjer och 90 släkten. Ordningen innehåller totalt fler än 500 arter.
Hårstjärnor har en radiärsymmetrisk kroppsbyggnad. En central kroppsskiva innehåller djurets inre organ och är fäste för de många fjäderliknande armarna. Från kroppsskivan utgår även de utskott, så kallade cirrer, som djuret använder för att hålla sig fast vid ett underlag. Med armarna fångar hårstjärnorna olika slags små vattenlevande organismer och andra ätbara organiska partiklar som havsströmmarna för med sig. En hårstjärna kan förflytta sig genom att använda sina armar att simma med. Fortplantningen sker antingen genom att hanarna och honorna inom ett område samtidigt släpper ut spermier respektive ägg i vattnet, eller genom att hanarna släpper ut spermier i vattnet medan äggen är fästade på honornas armar. Den nykläckta larven lever planktoniskt och driver omkring med havsströmmarna i några dagar innan den söker sig mot botten, där den fäster sig vid ett underlag och utvecklas till en fullvuxen individ.